# قمر استطلاع

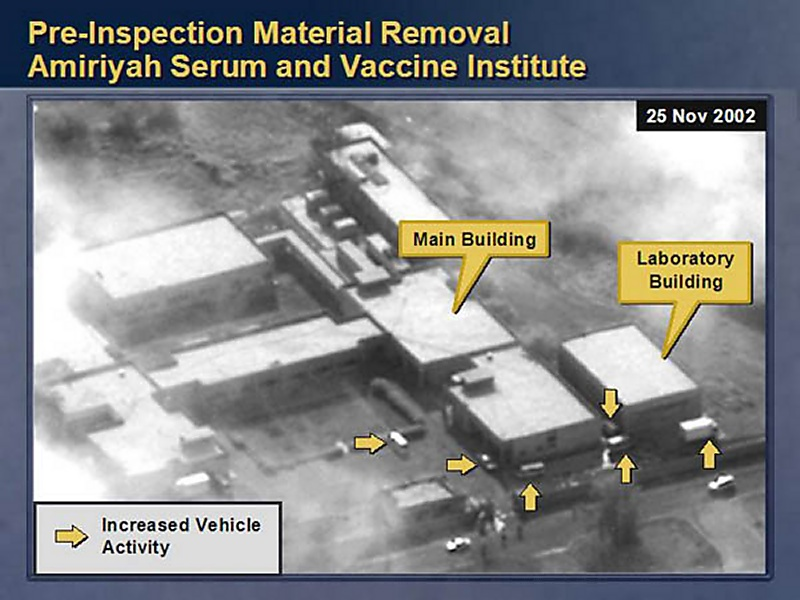
معهد المصل واللقاح في العامرية، العراق، كما التقطه قمر أستطلاع أمريكي في نوفمبر 2002.

قمر تجسس (ويشار اليه رسميا بـ قمر استطلاع صناعي:reconnaissance satellite) هو قمر صناعي لمراقبة الأرض، أو مراقبة الاتصالات الساتلية لاستخدامها في التطبيقات العسكرية أو الاستخباراتية. يستطيع قمر التجسس التقاط الصور عن قرب ونينقل كل حركه بشكل مباشره من الأرض، بالأضافة لتحديد المواقع، التعرف على الأهداف، والقيام بعمليات الاستطلاع.